# Xenogonalia longicornis
Xenogonalia longicornis är en insektsart som först beskrevs av Henry Fairfield Osborn 1926.  Xenogonalia longicornis ingår i släktet Xenogonalia och familjen dvärgstritar. Inga underarter finns listade i Catalogue of Life.